# Kouros de Tenea

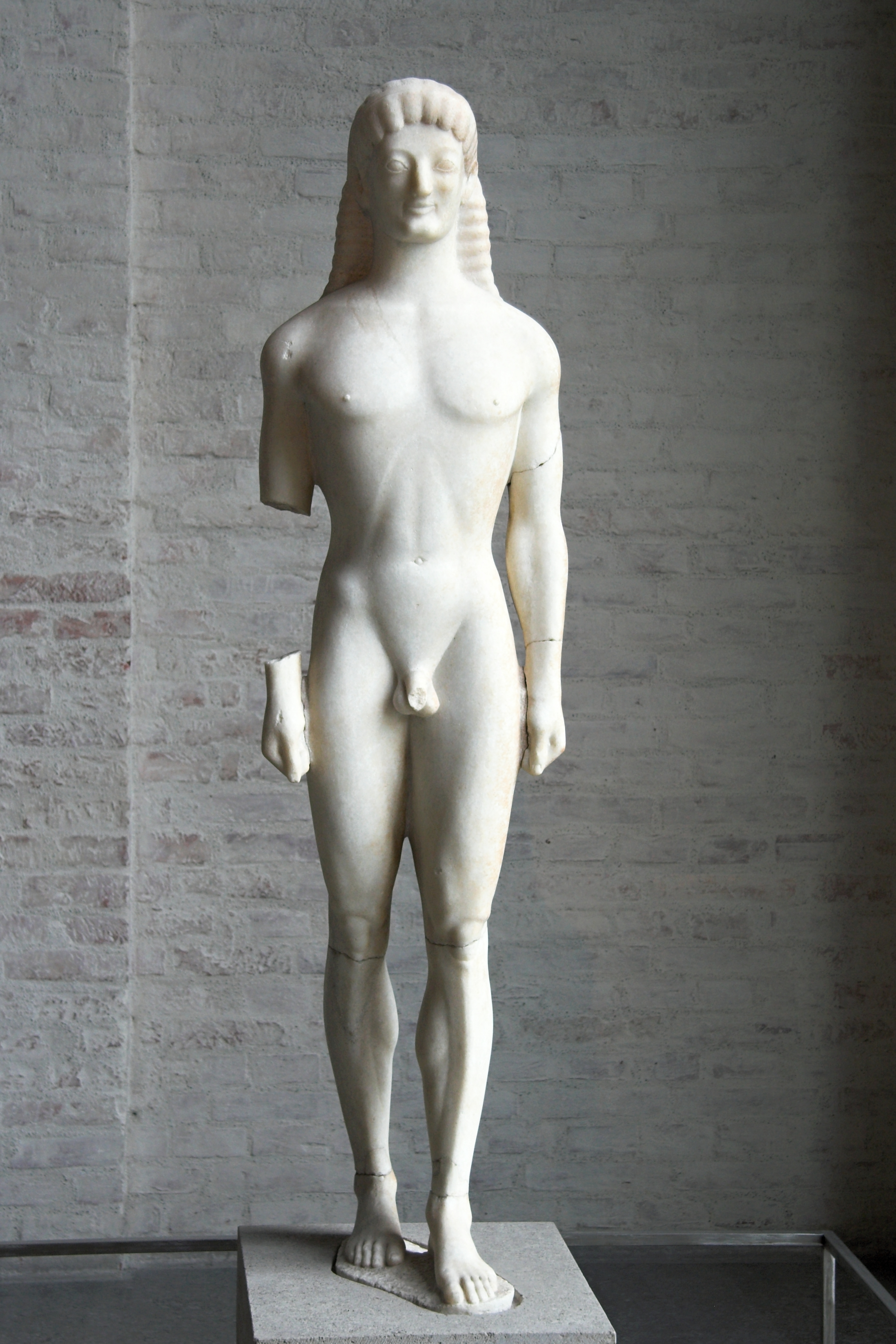
Kouros de Tenea

Kouros de Tenea (anteriormente Apolo de Tenea )  é uma estátua funerária do túmulo de um jovem de Tenea  está agora localizada na Gliptoteca em Munique, Alemanha.
O arcaico Kouros foi criado no nordeste do Peloponeso por volta de 560 a.C. A estátua de mármore de Paros foi descoberta em 1846, aproximadamente vinte quilómetros ao sul da Antiga Corinto, no local da antiga Tenea. O Kouros foi adquirido pela Gliptoteca em 1853.